# 블래스퍼머스
《블래스퍼머스》(Blasphemous)는 스페인의 스튜디오 더 게임 키친이 개발하고 팀17이 배급한 2D 액션 어드벤처 게임이다. 2017년 6월 킥스타터를 통한 크라우드펀딩으로 자금을 마련해 개발됐으며, 2019년 9월 10일 PC, 플레이스테이션 4, 닌텐도 스위치 및 엑스박스 원 기종으로 출시됐다.

## 개발
크리에이티브 디렉터 엔리케 카베사는 스페인 세비야시의 종교화와 도상학에서 영감을 받아 《블래스퍼머스》를 디자인했다고 밝혔다. 그 외에 제작에 영향을 준 스페인 화가들로 바르톨로메 에스테반 무리요, 호세 데 리베라, 프란시스코 고야, 디에고 벨라스케스와 프란시스코 데 수르바란를 꼽았으며, 그 중 고야의 〈Procesión de flagelantes〉가 가장 많이 영감을 준 작품이었다고 한다.
《블래스퍼머스》는 2018년 5월 23일 크라우드펀딩 웹사이트 킥스타터를 통해 처음 공개됐으며 미화 50,000달러를 달성목표로 삼았다. 최종 모금 결과 330,000달러를 달성했다.

## 반응
리뷰 애그리게이터 웹사이트 메타크리틱에서 《블래스퍼머스》는 "대체적으로 긍정적인 평가"를 받았다.